# Cystografia mikcyjna
Cystografia mikcyjna (cystouretrografia mikcyjna, CUM; ang. voiding cystourethrogram, VCUG; ang. micturating cystourethrogram, MCUG) – badanie radiologiczne układu moczowego pozwalające na wykrycie wad jego budowy.

## Wskazania
Badanie cystograficzne wykonuje się u pacjentów:
- po zakażeniu układu moczowego
  - po każdym zakażeniu u wszystkich noworodków i niemowląt
  - po ciężkich zakażeniach u starszych dzieci (ostre odmiedniczkowe zapalenie nerek)
  - w przypadku nawracających zakażeń układu moczowego
- w przypadku wad wykrytych w innych badaniach obrazowych (USG, scyntygrafia, urografia)
- z moczeniem nocnym

## Przebieg badania
Badanie polega na założeniu cewnika do pęcherza moczowego (cewnikowanie pęcherza moczowego). Następnie poprzez cewnik podawany jest roztwór środka kontrastującego. Po napełnieniu pęcherza moczowego cewnik jest usuwany i dalsza część badania wykonywana jest w czasie mikcji.
W trakcie badania ocenia się widoczne dzięki kontrastowi zarysy pęcherza moczowego i dróg moczowych. Określa się również prawidłowość opróżniania pęcherza moczowego w czasie mikcji. Badanie pozwala określić czy nie następuje nieprawidłowy wsteczny przepływ środka kontrastującego do moczowodów i do nerek. W czasie badania kamera rentgenowska pozwala na podgląd obrazu w czasie rzeczywistym, co pozwala na ocenę dynamiczną oraz ewentualne modyfikacje przebiegu badania.
Aby udokumentować przebieg badania i ewentualne stwierdzone nieprawidłowości wykonuje się zdjęcia rentgenowskie. Konieczne jest wykonanie zdjęcia pełnego pęcherza moczowego, momentu mikcji oraz wyglądu dróg moczowych po mikcji. Najczęściej wykonuje się 3-4 zdjęcia, ale w zależności od przebiegu badania i zaobserwowanych nieprawidłowości ich ilość może zostać zwiększona.

## Powikłania
„Powikłania cystografii mikcyjnej obejmują zakażenia układu moczowego, hematurię, zapalenie pęcherza moczowego, dysfunkcja oddawania moczu z potrzebą stałego cewnika, lęk przed oddawaniem moczu tzw. paruresis, nykturia oraz zaprzestanie oddawania moczu. W literaturze trauma psychologiczna wynikająca z badania cystografii mikcyjnej u dzieci równa się traumą wynikającą z gwałtu, szczególnie u dziewczynek.”